# Steginoporella discors
Steginoporella discors is een mosdiertjessoort uit de familie van de Steginoporellidae. De wetenschappelijke naam van de soort is voor het eerst geldig gepubliceerd in 2017 door Gordon, Voje en Taylor.